# Groß-Schweinbarth
Groß-Schweinbarth est une commune autrichienne du district de Gänserndorf en Basse-Autriche.